# Jeanne d'Arc (TV-serie)
Jeanne d'Arc är en kanadensisk miniserie från 1999, regisserad av Christian Duguay.
Handlingen kretsar kring den historiska personen Jeanne d'Arcs liv och agerande under hundraårskriget. En CD släpptes i Sverige under namnet Joan of Arc.

## I rollerna
- Leelee Sobieski    - Jeanne d'Arc
- Jacqueline Bisset  - Isabelle D'Arc
- Powers Boothe      - Jacques D'Arc
- Neil Patrick Harris - Kronprinsen, senare kung Karl VII av Frankrike
- Olympia Dukakis - Mother Babette
- Peter O'Toole        - Bishop Cauchon